# Heinrich Zille

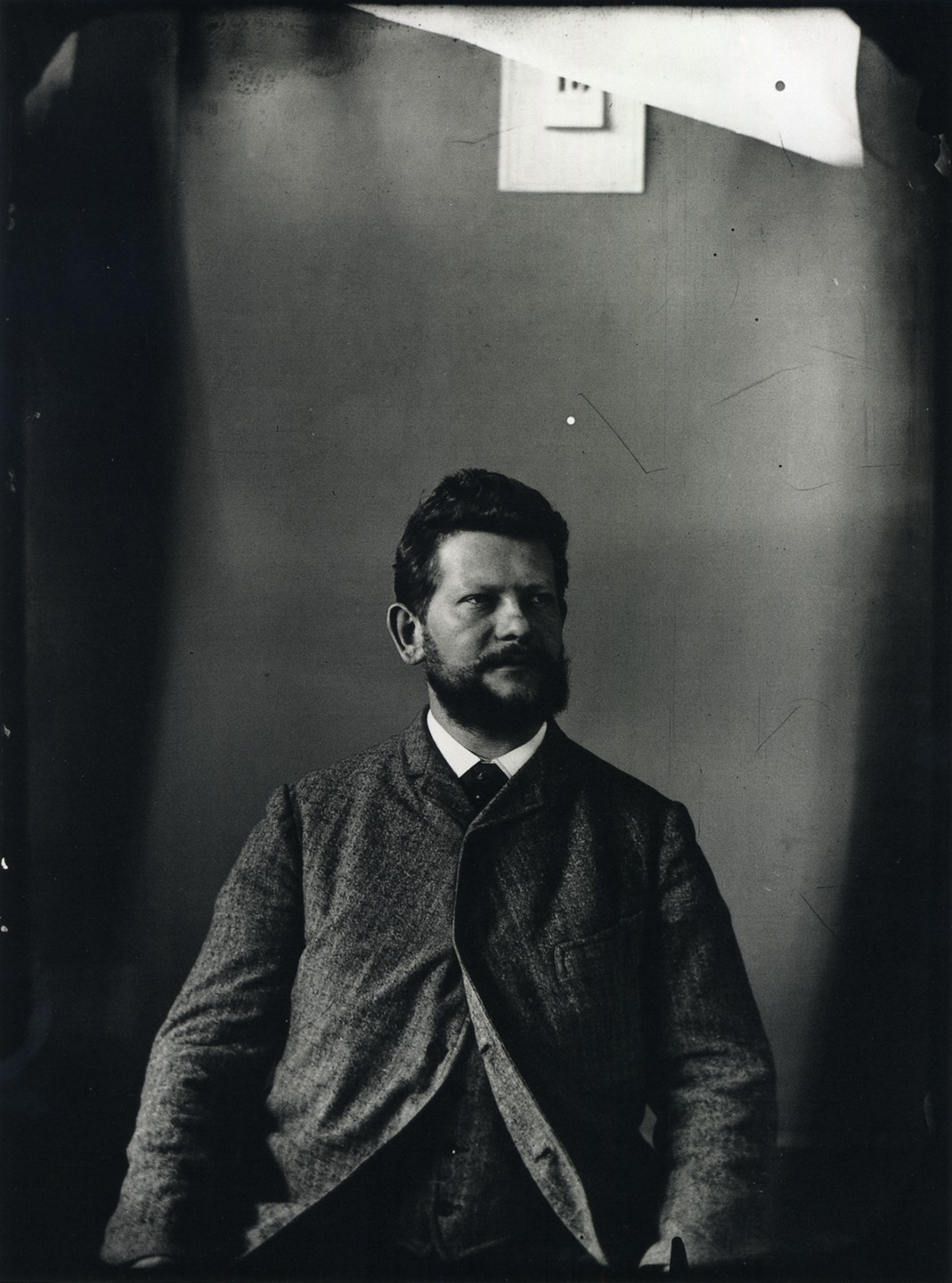
Heinrich Zille, autoportrét

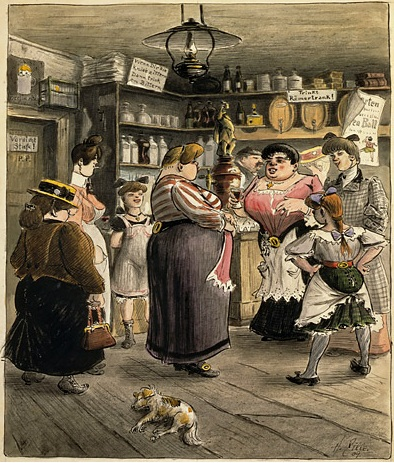
Ženy v hospodě, okolo 1900

Rudolf Heinrich Zille (10. ledna 1858 Radeburg – 9. srpna 1929 Berlín) byl německý karikaturista, ilustrátor a fotograf. Byl nejznámější svými pracemi o životě lidí v Berlíně a těšil se velké popularitě na počátku dvacátého století.

## Život a dílo
Heinrich Zille se narodil 10. ledna 1858 v Radeburgu jako syn hodináře. V roce 1867 se přestěhoval s rodinou do Berlína, kde vystudoval litografii a karikaturu u Theodora Hosemanna. Po ukončení studia pracoval v různých obchodech s litografiemi a fotografických studiích, kde také získal zběhlost v umění. Po absolvování vojenské služby v letech 1880 až 1882 začal fotografovat a kreslit sám.
Proslavil se zejména jako ilustrátor a karikaturista. Širokou oblibu získaly jeho často vtipné kresby z proletářských čtvrtí Berlína („Milljöh“), které byly publikovány v předních časopisech, jako Simplicissimus nebo Die Jugend. Jeho práce byly často velmi erotické, někdy až pornografické, převážně z prostředí prostitutek. V roce 1903 se stal členem skupiny umělců Berliner Secession spolu se svým přítelem Maxem Liebermannem, který doporučil jeho jmenování profesorem na Pruské Akademii výtvarných umění Preußische Akademie der Künste.

## Fotografie
V letech 1890 až 1907 se věnoval fotografii, dokumentoval berlínský veřejný život, ale pořídil také mnohé umělecké portréty aktů představující modelky a ateliérové snímky. Že se věnoval také fotografii bylo objeveno a zdokumentováno teprve na konci šedesátých let 20. století. V jeho pozůstalosti se nachází „418 skleněných negativů, několik skleněných pozitivů a více než 100 fotografií, ke kterým nejsou k dispozici žádné negativy.“ Historie jeho fotografického díla je odhadována od roku 1890 a trvala až do začátku první světové války. Pravděpodobnější je, že se Zille vzdal fotografie po svém opuštění Fotografické společnosti v roce 1907. Fotografiím, které pořizoval nekladl z uměleckého hlediska velkou důležitost, fotoaparát používal jako "obrázkový poznámkový blok" pro své grafické studie. Nikdy se nepovažoval za fotografa, dokonce ani nevlastnil fotoaparát, ale zařízení si půjčoval od své firmy, nebo od kolegů v práci. Také není jasně prokázáno, zda obrazový materiál pochází výhradně z majetku Heinricha Zilleho. Pro své akty v letech 1900 až 1903 využíval ateliérů Augusta Gaula a Augusta Heera. Jeho portréty aktů dokumentují události ve studiu a modely a studenty při jejich práci.

## Osobní život
V roce 1883 se oženil s Huldou Frieskeovou, s níž měl tři děti. Zemřel v roce 1929 ve věku 71 let. V Berlíně se nachází muzeum Heinricha Zilleho. Jeho práce byly vystaveny v Alte Nationalgalerie v Berlíně a v Kunstmuseum Mülheim an der Ruhr.

### Ocenění
Jeho jméno nese v Německu více než desítka ulic, park v rodném Radeburgu i Berlíně, několik škol a od roku 2000 také asteroid obejevený v roce 1990 (15724) Zille.

## Ilustrace

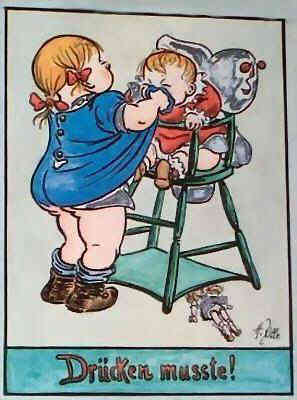
Drücken musste!
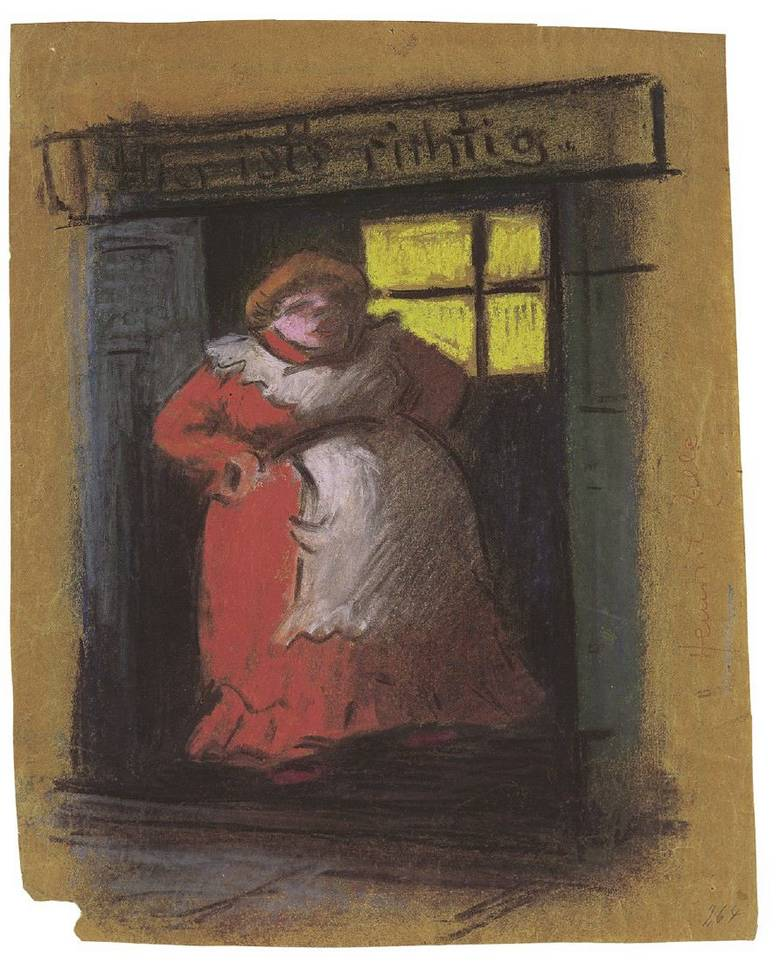
Hier ists richtig
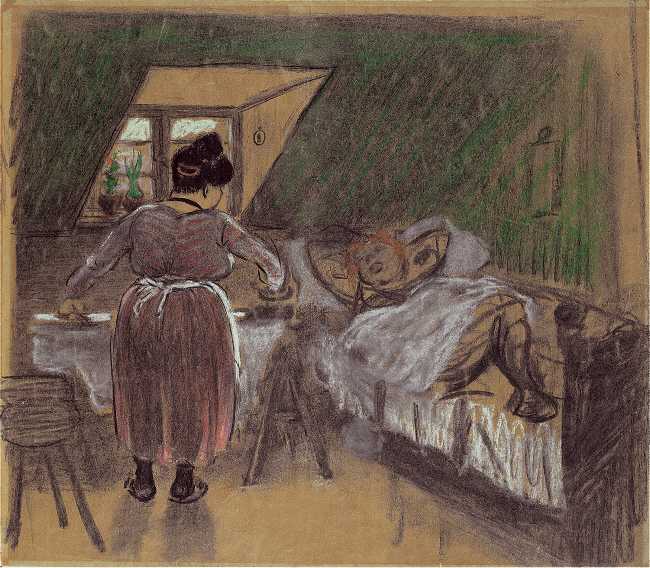
In der Dachstube
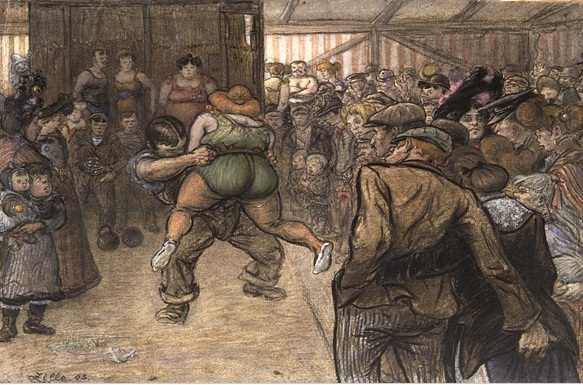
Worstelwedstrijd in de sneeuwlaars

## Fotografie

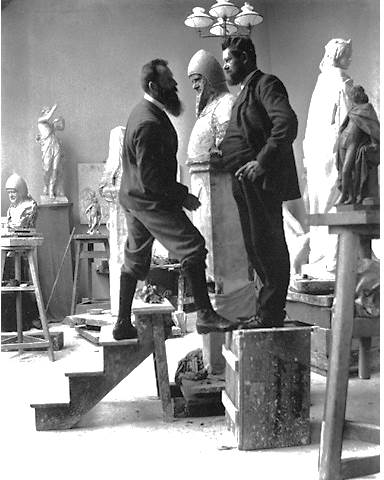
Autoportrét
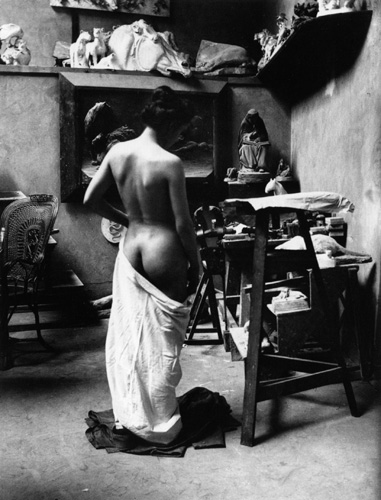
Zadní pohled
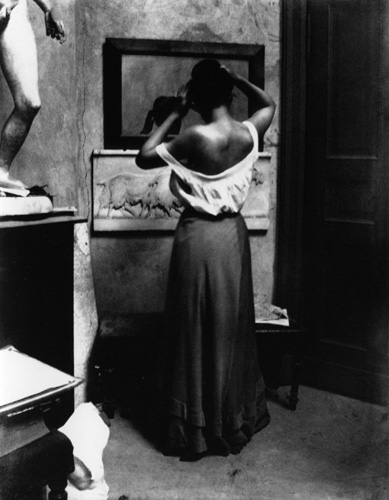
Modelka
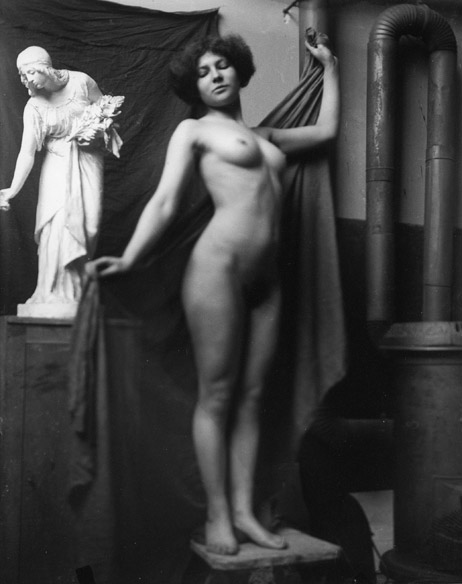
Stojící akt v ateliéru Augusta Heera, okolo 1900
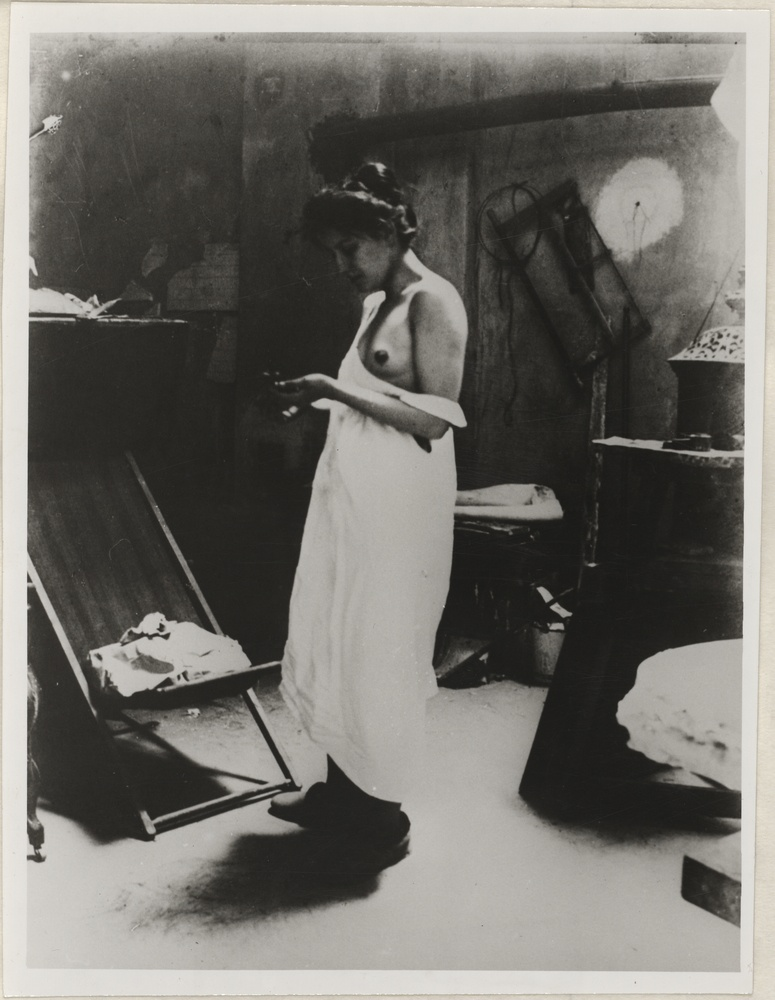
Svlékání
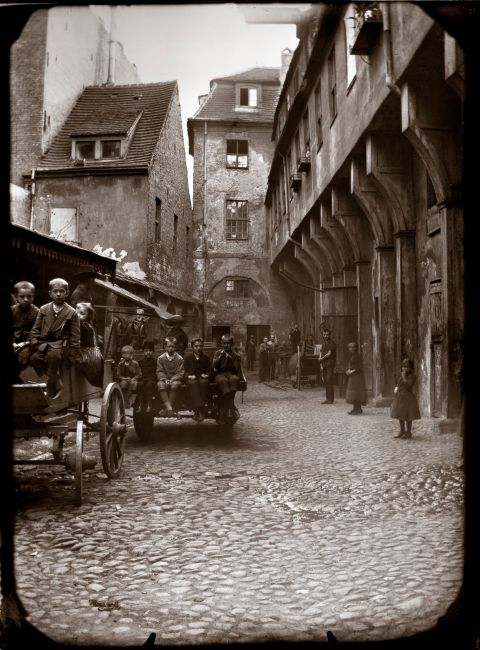
Dvůr v Kroegelu, okolo 1900
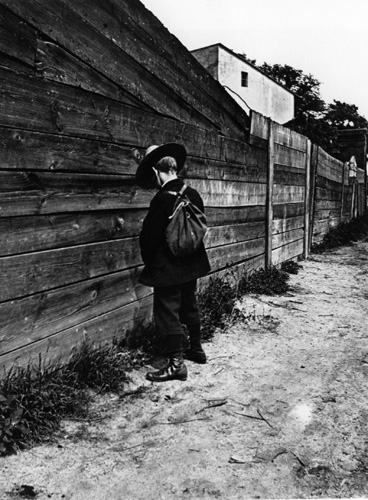
Čůrání
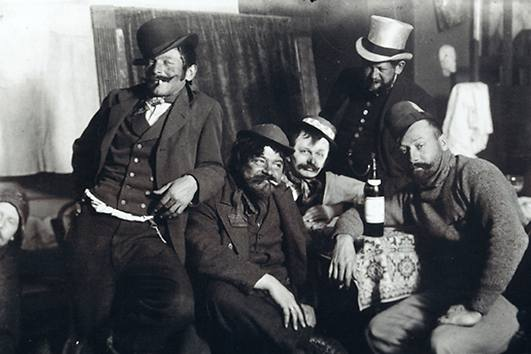
Atelierfest
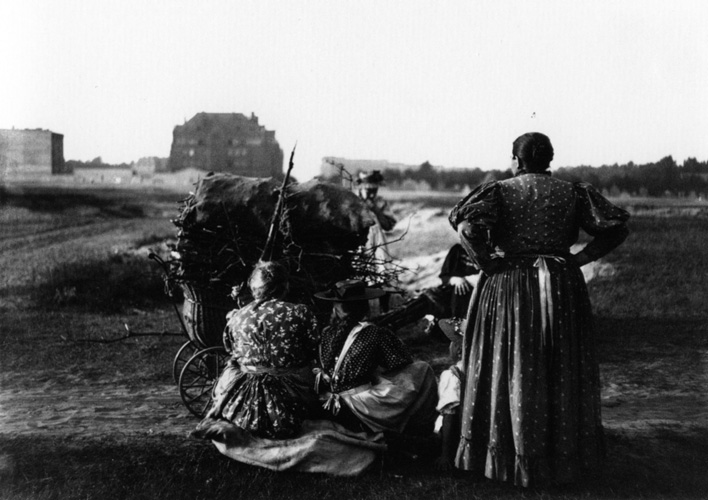
Sběrači dřeva, 1898